# Sieliwanowo (rejon kiczmiengsko-gorodiecki)
Sieliwanowo (ros. Селиваново) – wieś w Rosji, w rejonie kiczmiengsko-gorodieckim obwodu wołogodzkiego. W 2010 r. liczyła 22 mieszkańców.